# Puchar Polski (województwo lubuskie) w piłce nożnej mężczyzn

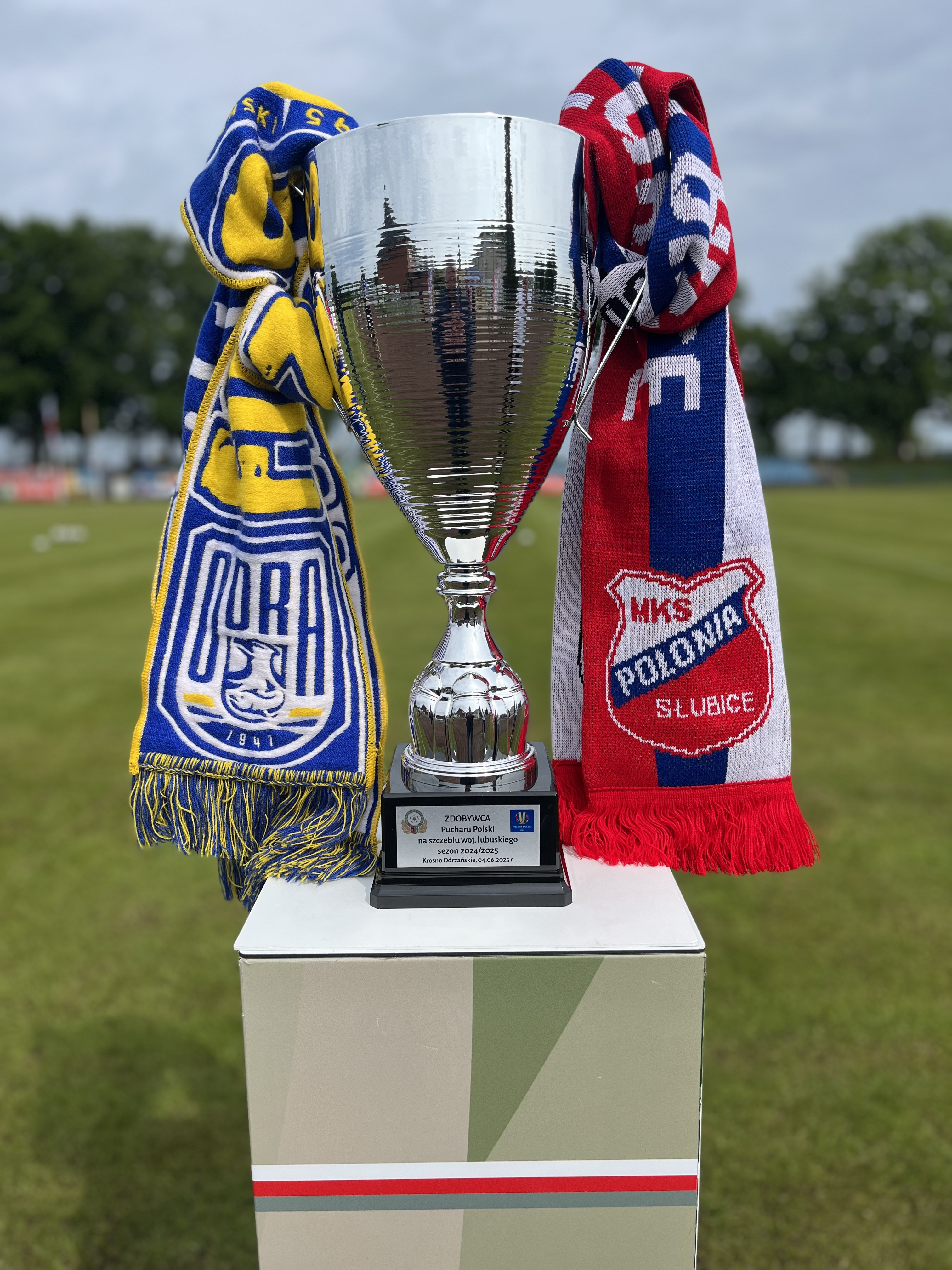
Puchar LZPN podczas finału w Krośnie Odrzańskim 4 czerwca 2025 r.

Puchar Polski w piłce nożnej mężczyzn w województwie lubuskim – cykliczne rozgrywki piłkarskie w województwie lubuskim, stanowiące eliminacje do szczebla centralnego Pucharu Polski, prowadzone przez Lubuski Związek Piłki Nożnej. Zmagania rozpoczynają się od 1/8 finału, a poprzedzone są rozgrywkami okręgowymi w północnej i południowej części województwa.

## Spotkania finałowe
| E   | Data            | Gospodarz           | T | Zwycięzca                 | Wynik       | Finalista             |
| --- | --------------- | ------------------- | - | ------------------------- | ----------- | --------------------- |
| 1.  | 27 czerwca 2001 | Krosno Odrzańskie   | 1 | Pogoń Świebodzin          | 3:1         | Arka Nowa Sól         |
| 2.  | 19 czerwca 2002 | Żary                | 1 | Lech Zryw Zielona Góra    | 2:0         | Pogoń Świebodzin      |
| 3.  | 29 czerwca 2003 | Wschowa             | 1 | Promień Żary              | 3:1         | Lubuszanin Drezdenko  |
| 4.  | 20 czerwca 2004 | Zielona Góra        | 2 | Promień Żary              | 1:0         | Polonia Słubice       |
| 5.  | 26 czerwca 2005 | Czerwieńsk          | 1 | Arka Nowa Sól             | 2:2 k. 4:3  | Promień Żary          |
| 6.  | 11 czerwca 2006 | Krosno Odrzańskie   | 2 | Arka Nowa Sól             | 3:1         | Promień Żary          |
| 7.  | 17 czerwca 2007 | Słubice             | 2 | Lechia Zielona Góra       | 2:0         | GKP Gorzów Wlkp.      |
| 8.  | 18 czerwca 2008 | Nowa Sól            | 3 | Lechia II Zielona Góra    | 2:1         | Arka Nowa Sól         |
| 9.  | 24 czerwca 2009 | Zbąszynek           | 2 | Pogoń Świebodzin          | 4:3         | Promień Żary          |
| 10. | 16 czerwca 2010 | Międzyrzecz         | 3 | Arka Nowa Sól             | 0:0 k.: 5:4 | Czarni Browar Witnica |
| 11. | 22 czerwca 2011 | Zbąszynek           | 1 | Ilanka Rzepin             | 1:0         | Arka Nowa Sól         |
| 12. | 13 czerwca 2012 | Żagań               | 4 | Lechia Zielona Góra       | 4:0         | ŁKS Łęknica           |
| 13. | 27 czerwca 2013 | Gorzów Wielkopolski | 1 | Formacja Port 2000 Mostki | 3:0         | ŁKS Łęknica           |
| 14. | 11 czerwca 2014 | Mostki              | 1 | Piast Karnin              | 2:1 (dogr.) | UKP II Zielona Góra   |
| 15. | 17 czerwca 2015 | Słońsk              | 1 | Stilon Gorzów Wlkp.       | 5:0         | Mieszko Konotop       |
| 16. | 8 czerwca 2016  | Świebodzin          | 2 | Stilon Gorzów Wlkp.       | 3:1         | Falubaz Zielona Góra  |
| 17. | 24 czerwca 2017 | Kostrzyn nad Odrą   | 3 | Stilon Gorzów Wlkp.       | 2:1         | TS Przylep            |
| 18. | 23 czerwca 2018 | Babimost            | 1 | Falubaz Zielona Góra      | 1:0         | Warta Gorzów Wlkp.    |
| 19. | 22 czerwca 2019 | Gorzów Wielkopolski | 4 | Stilon Gorzów Wlkp.       | 2:1 (dogr.) | Warta Gorzów Wlkp.    |
| 20. | 5 sierpnia 2020 | Zbąszynek           | 5 | Lechia Zielona Góra       | 3:0         | Warta Gorzów Wlkp.    |
| 21. | 3 czerwca 2021  | Międzyrzecz         | 6 | Lechia Zielona Góra       | 2:1 (dogr.) | Carina Gubin          |
| 22. | 25 czerwca 2022 | Lubsko              | 7 | Lechia Zielona Góra       | 1:0 (dogr.) | Warta Gorzów Wlkp.    |
| 23. | 8 czerwca 2023  | Lubsko              | 1 | Carina Gubin              | 5:0         | Czarni Żagań          |
| 24. | 12 czerwca 2024 | Kostrzyn nad Odrą   | 8 | Lechia Zielona Góra       | 4:0         | Warta Gorzów Wlkp.    |
| 25. | 4 czerwca 2025  | Krosno Odrzańskie   | 1 | Odra Bytom Odrzański      | 2:0         | Polonia Słubice       |

## Osiągnięcia według klubów
| Drużyna                    | Zwycięzca | Finalista | Zwycięzca (lata)                               | Finalista (lata)             |
| -------------------------- | --------- | --------- | ---------------------------------------------- | ---------------------------- |
| Lechia Zielona Góra        | 8         | 1         | 2002, 2007, 2008, 2012, 2020, 2021, 2022, 2024 | 2014                         |
| Stilon Gorzów Wielkopolski | 4         | 1         | 2015, 2016, 2017, 2019                         | 2007                         |
| Dozamet Nowa Sól           | 3         | 3         | 2005, 2006, 2010                               | 2001, 2008, 2011             |
| Promień Żary               | 3         | 3         | 2003, 2004                                     | 2005, 2006, 2009             |
| Pogoń Świebodzin           | 2         | 1         | 2001, 2009                                     | 2002                         |
| Falubaz Zielona Góra       | 1         | 1         | 2018                                           | 2016                         |
| Carina Gubin               | 1         | 1         | 2023                                           | 2021                         |
| Ilanka Rzepin              | 1         | 0         | 2011                                           | –                            |
| Formacja Port 2000 Mostki  | 1         | 0         | 2013                                           | –                            |
| Piast Karnin               | 1         | 0         | 2014                                           | –                            |
| Odra Bytom Odrzański       | 1         | 0         | 2025                                           | –                            |
| Warta Gorzów Wielkopolski  | 0         | 5         | –                                              | 2018, 2019, 2020, 2022, 2024 |
| ŁKS Łęknica                | 0         | 2         | –                                              | 2012, 2013                   |
| Polonia Słubice            | 0         | 1         | –                                              | 2004, 2025                   |
| Lubuszanin Drezdenko       | 0         | 1         | –                                              | 2003                         |
| Czarni Witnica             | 0         | 1         | –                                              | 2010                         |
| Mieszko Konotop            | 0         | 1         | –                                              | 2015                         |
| TS Przylep                 | 0         | 1         | –                                              | 2017                         |
| Czarni Żagań               | 0         | 1         | –                                              | 2023                         |

## Gospodarze finałów
| LF | Miejscowość       | Lata             |
| -- | ----------------- | ---------------- |
| 3  | Zbąszynek         | 2009, 2011, 2020 |
| 3  | Krosno Odrzańskie | 2001, 2006, 2025 |
| 2  | Gorzów Wlkp.      | 2013, 2019       |
| 2  | Międzyrzecz       | 2010, 2021       |
| 2  | Lubsko            | 2022, 2023       |
| 2  | Kostrzyn n. Odrą  | 2017, 2024       |
| 1  | Żary              | 2002             |
| 1  | Wschowa           | 2003             |
| 1  | Zielona Góra      | 2004             |
| 1  | Czerwieńsk        | 2005             |
| 1  | Słubice           | 2007             |
| 1  | Nowa Sól          | 2008             |
| 1  | Żagań             | 2012             |
| 1  | Mostki            | 2014             |
| 1  | Słońsk            | 2015             |
| 1  | Świebodzin        | 2016             |
| 1  | Babimost          | 2018             |